# Reședință de comună
Reședința de comună este localitatea în care se află organele executive de conducere a unei comune (primăria și consiliul local). Reședința de comună are de obicei cea mai mare populație din comună și acolo se desfășoară majoritatea activităților economice.
Reședința de comună îndeplinește rolul de regent politic în cadrul unității administrativ-teritoriale, denumită în continuare comună. După aceasta, se denumește comuna (exemplu: Comuna Rucăr, Argeș). Există și situații de excepție în care comuna nu este denumită după reședința de comună, ci după localitatea cu cei mai mulți locuitori, stațiunea turistică aparținând comunei, în unele situații comuna obține o denumire ce nu are legătură cu nicio locație.      
În reședința de comună au loc diverse activități socioculturale, economice și politice de interes public.  